# Павел Францалийски
Павел Францалийски е български художник – живописец.

## Биография
Роден е на 18 януари 1884 година в град Самоков. Син е на Никола Стоянов – Францалията, опълченец през Руско-турската война (1877-1878) и участник в боевете на връх Шипка.
Сирак от невръстна възраст, Францалийски изкарва детство в лишения и бедност. През 1903 година участва в Илинденско-Преображенското въстание. През 1907 година завършва Държавното рисувално училище, специалност „Живопис“ в класа на Иван Мърквичка.
След дипломирането си работи като учител в София и Стара Загора. Две години по-късно се завръща в Самоков и преподава рисуване в местната гимназия. Допринася за създаването на самоковския исторически музей.
Францалийски е художник–пейзажист. Предпочита да рисува с акварел. В творчеството му доминират зимния и планинския пейзаж, особено свързан с Рила. Заради големия брой зимни пейзажи, Васил Чакъров го нарича „Белият акварелист на Самоков“. Друга тема в творбите на самоковеца е селския живот.
Организира над 30 самостоятелни изложби в София, Пловдив, Дупница, Стара Загора, Любляна и Загреб. Участва в пет от общите художествени изложби на Дружеството на независимите художници.
Умира на 8 януари 1956 година в Самоков.